# 姜-泰勒效应

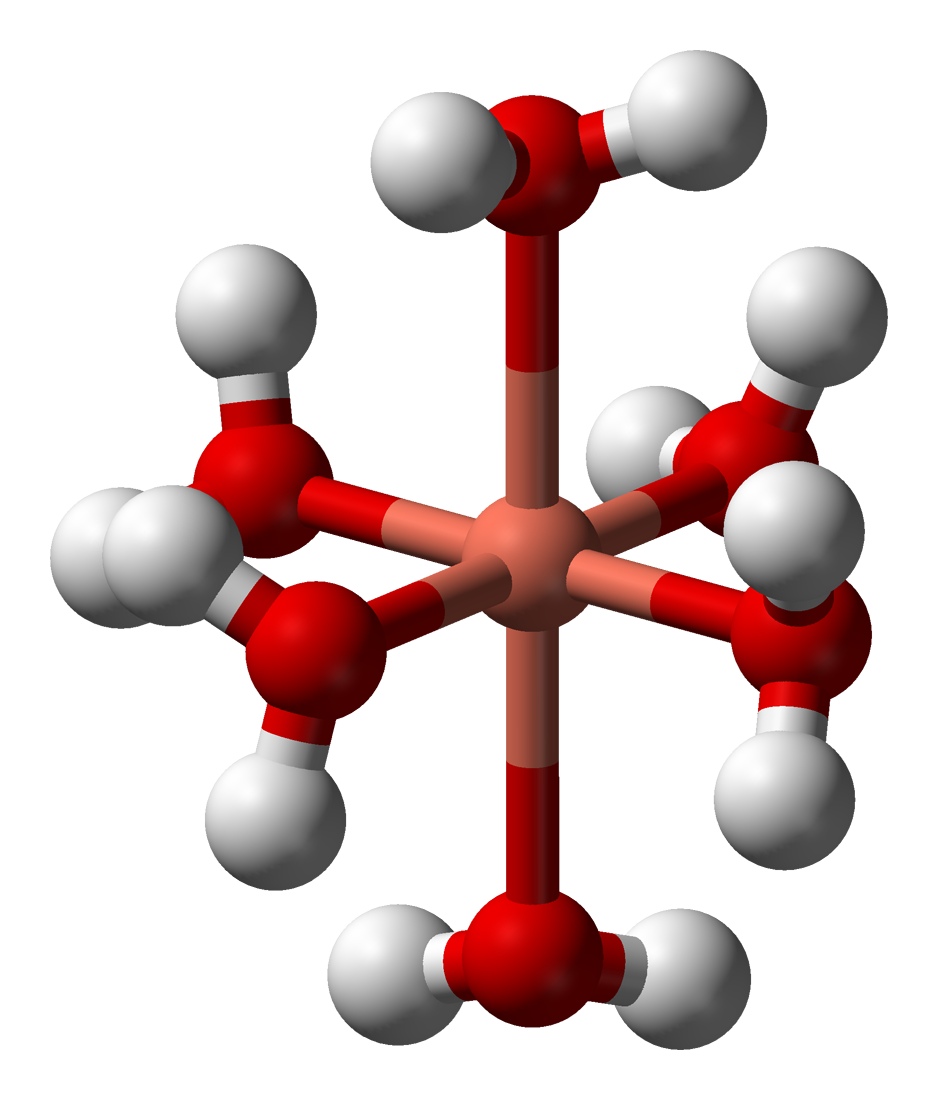
由于姜-泰勒效应，[Cu(OH_{2})_{6}]^{2+} 离子具有“伸长八面体”型结构，两个轴向的 Cu－O 键键长238 pm，四个共面的 Cu－O 键键长195 pm。

姜-泰勒效应（英文：Jahn-Teller effect，简称JTE），有时也被称为姜-泰勒变形或姜-泰勒畸变，描述了基态时有多个简并态的非线性分子的电子云在某些情形下发生的构型形变。分子发生几何构型畸变的目的是降低简并度，从而稳定其中一个状态。姜-泰勒效应主要出现在金属的配合物中，特别是某些金属染料的着色过程。该效应得名于1937年首次对其报导的赫爾曼·亞瑟·雅恩及愛德華·泰勒。
为了消除简并态，八面体配合物将会沿着轴向（也就是z轴）扭曲。这一现象发生在有d轨域的金属络合物中。而简并性是在电子占据不同简并的轨道却可能有相同或相近的能量时产生。
配体的作用类似路易斯碱，可以给金属提供电子，过渡金属通过d轨道和配体发生相互作用形成含d轨道的金属配合物。八面体配合物中，6个M－L键的长度相等。
| d轨道电子数     | 1  | 2  | 3 | 4      | 4      | 5      | 5      | 6      | 6      | 7      | 7      | 8 | 9  | 10 |
| 自旋            |    |    |   | 高自旋 | 低自旋 | 高自旋 | 低自旋 | 高自旋 | 低自旋 | 高自旋 | 低自旋 |   |    |    |
| --------------- | -- | -- | - | ------ | ------ | ------ | ------ | ------ | ------ | ------ | ------ | - | -- | -- |
| 姜-泰勒变形程度 | 弱 | 弱 |   | 强     | 弱     |        | 弱     | 弱     |        | 弱     | 强     |   | 强 |    |

弱: t2g轨道电子不均匀占据。 强: eg轨道电子不均匀占据。 空白: 无。 
八面体配合物中，5个d轨道可以分成两类，t2g（包括轨道 dxy, dxz 和 dyz）以及 eg （包括轨道 dz2 和 dx2-y2）。t2g 和 eg 轨道的能量分别是相同的（就是说 t2g 三个轨道的能量是相同的，eg 以此类推），其中 eg 轨道的能量比 t2g 轨道的要高一些。ΔO（配体场分裂参数）用于具体的能量差。在 ΔO 比电子成对能大的配合物中，电子倾向于成对，电子按能量从低到高的顺序占据d轨道。在这样一种低自旋的态中，t2g 轨道被占据满了后电子才会去占据 eg 轨道。而在高自旋配合物中，ΔO 比电子成对能小，eg 轨道中的每个轨道在 t2g 轨道中的任一个占满两个电子之前将分别占据一个电子。
在八面体配合物中，姜-泰勒效应在奇数个电子占据 eg 轨道时最常为被我们观察到。如，低自旋配合物中金属上的电子为7或9时（也就是 d7 和 d9）或有有一个单 eg 电子的高自旋配合物，d4。因此 d9 构型的Cu(II) 配合物常会出现姜-泰勒效应，比如本应为正八面体构型，但实际上为伸长（或缩短）八面体构型的 [Cu(OH2)6]2+ 离子。
需要注意的是姜-泰勒效应并不能预测变形的方向，只能预测存在一个不稳定的构型。
在实验上，姜-泰勒效应可以通过无机化合物的紫外-可见光谱来研究和解释。
姜-泰勒效应在有机化学中也有应用。